# Phragmatobia blanca
Phragmatobia blanca är en fjärilsart som beskrevs av Ribbe 1912. Phragmatobia blanca ingår i släktet Phragmatobia och familjen björnspinnare. Inga underarter finns listade i Catalogue of Life.